# Seebach (Regnitz)
Seebach – rzeka w Bawarii, prawy dopływ Regnitz. 